# Vonones II.

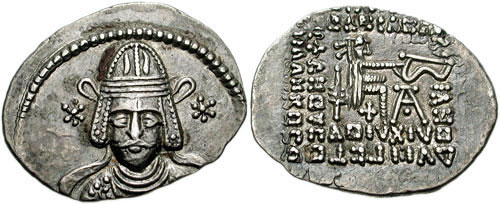
Münze von Vonones II.

Vonones II. († 51) war ein parthischer König, der nur einige Monate im Jahr 51 regierte. Vor dem Tod seines Vorgängers war er Statthalter von Medien. Tacitus beschreibt seine Regentschaft in seinem Werk Annales als „kurz und unrühmlich“. Es ist kaum etwas zu seiner Person bekannt.
Ihm folgte sein Sohn Vologaeses I. und diesem später sein anderer Sohn Pakoros nach. Ein weiterer Sohn sollte als Trdat I. König von Armenien werden.